# Omaloplia flava
Omaloplia flava är en skalbaggsart som beskrevs av Brenske 1895. Omaloplia flava ingår i släktet Omaloplia och familjen Melolonthidae. Inga underarter finns listade i Catalogue of Life.